# SS Arabic (1903)
SS Arabic byl parník společnosti White Star Line vybudovaný v loděnicích Harland & Wolff v Belfastu. Původně byl stavěn pro společnost Atlantic Transport Line pod jménem Minnewaska, ale ještě během stavby byl převzat White Star Line a na vodu byl spuštěn 18. 12. 1902 jako Arabic. Sloužil nejprve na lince Liverpool – New York, poté od července 1905 na lince Liverpool – Boston.
Dne 19. srpna 1915, když se nacházel asi 80 km od Old Head of Kinsale na cestě do New Yorku, byl bez varování torpédován německou ponorkou U-24. Loď se potopila během 15 minut. 390 cestujících bylo zachráněno a 44 zemřelo. USA protestovaly proti tomu, že útok proběhl bez jakéhokoliv varování a Německo se zaručilo, že už nikdy bez varování nezaútočí. Zaručilo, ale v roce 1917 svůj slib porušilo.